# Sulzer
Sulzer ist ein deutscher Familienname.

## Namensträger

### A
- Alain Claude Sulzer (* 1953), Schweizer Schriftsteller
- Alexander Sulzer (* 1984), deutscher Eishockeyspieler

### B
- Balduin Sulzer (1932–2019), österreichischer Komponist
- Barbara Wappmann-Sulzer (* 1941), Schweizer Blockflötistin

### C
- Carl Jakob Sulzer (1865–1934), Schweizer Ingenieur und Maschinenfabrikant
- Charles August Sulzer (1879–1919), US-amerikanischer Politiker
- Cornelia Sulzer (* 1964), österreichische Skilangläuferin

### D
- Dario Sulzer (* 1979), Schweizer Politiker (SP) und Kantonsrat
- David Sulzer (1784–1864), Schweizer Porträt- und Genremaler
- Dieter Sulzer (1943–1983), deutscher Germanist
- Dominik Sulzer (* 2002), österreichischer Fußballspieler

### E
- Eduard Sulzer (Politiker) (1789–1875), deutsch-schweizerischer Politiker
- Eduard Sulzer-Ziegler (1854–1913), Schweizer Unternehmer und Politiker
- Elisabeth Sulzer (1732–1797), Dame der Gesellschaft, Großmutter von Salomon Hegner
- Elisabeth Brock-Sulzer (1903–1981), Schweizer Journalistin und Übersetzerin
- Emma Sulzer-Forrer (1882–1962), Schweizer Bildhauerin
- Erich Brock-Sulzer (1889–1976), deutsch-schweizerischer Philosoph und Hochschullehrer
- Erich Sulzer (1929–1987), österreichischer Politiker (SPÖ)
- Erika Sulzer-Kleinemeier (* 1935), deutsche Fotografin
- Eva Sulzer (1902–1990), Schweizer Fotografin, Filmemacherin und Violinistin

### F
- Franz Josef Sulzer (1727–1791), österreichischer Historiker und Romanist
- Friedrich Gabriel Sulzer (1749–1830), deutscher Arzt und Naturforscher

### G
- Georg Sulzer (Jurist) (1844–1929), Schweizer Jurist, Schriftsteller und Spiritist
- Georg Sulzer (Schauspieler) (* 2001), deutscher Schauspieler

### H
- Hans Sulzer (Schultheiss) († 1521), Schweizer Politiker, Schultheiß von Winterthur
- Hans Sulzer (Diplomat) (Hans Adolf Sulzer-Weber; 1876–1959), Schweizer Industrieller, Politiker und Diplomat
- Hans Sulzer (Eishockeyspieler) (* 1969), österreichischer Eishockeyspieler
- Hans Jacob Sulzer (1738–1797), Schweizer Kaufmann und Stadtrichter
- Heinrich Sulzer (1830–1894), Schweizer Textilindustrieller
- Heinrich Sulzer-Steiner (1837–1906), Schweizer Ingenieur und Maschinenfabrikant

### I
- Inge Sulzer (* 1947), österreichische Politikerin (ÖVP)

### J
- Jakob Sulzer (1908–1943), Schweizer Schauspieler
- Johann Sulzer (Eishockeyspieler, 1959) (* 1959), österreichischer Eishockeyspieler
- Johann Sulzer (Eishockeyspieler, 1969) (* 1969), österreichischer Eishockeyspieler
- Johann Anton Sulzer (1752–1828), deutscher Theologe, Jurist, Hochschullehrer, Komponist, Dichter und Schriftsteller
- Johann Caspar Sulzer (1716–1799), Schweizer Arzt
- Johann Conrad Sulzer (1745–1819), Schweizer evangelischer Geistlicher
- Johann Georg Sulzer (1720–1779), Schweizer Philosoph
- Johann Heinrich Sulzer (Entomologe) (1735–1814), Schweizer Mediziner und Entomologe
- Johann Heinrich Sulzer (Politiker) (1765–1823), Schweizer Buchhändler und Politiker
- Johann Heinrich von Sulzer-Wart (1768–1840), deutscher Unternehmer, bayrischer Salzkommissar
- Johann Heinrich Sulzer (Unternehmer) (1805–1876), Schweizer Färbereiunternehmer
- Johann Jakob Sulzer (Kaufmann, 1738) («zum Tiger»; 1738–1797), Schweizer Kaufmann
- Johann Jakob Sulzer (Unternehmer, 1782) (Johann Jakob Sulzer-Neuffert; 1782–1853), Schweizer Unternehmensgründer
- Johann Jakob Sulzer (Unternehmer, 1806) (Johann Jakob Sulzer-Hirzel; 1806–1883), Schweizer Unternehmensgründer
- Johann Jakob Sulzer (Politiker) (Johann Jakob Sulzer-Ott; 1821–1897), Schweizer Politiker
- Johann Rudolf Sulzer (Politiker, 1749) (1749–1828), Schweizer Politiker, Unternehmer und Schriftsteller
- Johann Rudolf Sulzer (Politiker, 1789) (1789–1850), Schweizer Beamter und Grossrat
- Josef Friedrich Sulzer (1767–1837), bayerischer Diplomat
- Joseph Sulzer (1850–1926), österreichischer Violoncellist
- Julius Sulzer (1834–1891), österreichischer Komponist
- Julius Karl Emil Sulzer (1818–1889), Schweizer Porträt- und Historienmaler
- Jürg Sulzer (* 1942), Schweizer Stadtplaner

### K
- Katharina Sulzer-Neuffert (1778–1858), Schweizer Fabrikantengattin

### M
- Max Frei-Sulzer (1913–1983), Schweizer Kriminalist
- Melchior Friedrich-Sulzer (1791–1853), Schweizer Beamter und Politiker

### P
- Peter Sulzer (1932–2019), deutscher Architekt und Autor

### R
- Robert Heinrich Sulzer (1873–1953), Schweizer Industrielle

### S
- Salomon Sulzer (1804–1890), österreichischer Kantor, Komponist und Sakralmusiker
- Salomon Sulzer (Unternehmer) (1809–1869), Schweizer Unternehmer
- Simon Sulzer (1508–1585), reformierter Theologe und Reformator
- Stefan Sulzer (* 2000), österreichischer Fußballspieler

### T
- Theodor von Sulzer (1801–1887), preußischer Beamter

### U
- Ulrich Sulzer (1463–1545), deutscher Kaufmann, Stadtgerichtsassessor und Ratsmitglied

### W
- William Sulzer (1863–1941), US-amerikanischer Politiker
- Wolfgang Jakob Sulzer (1685–1751), Augsburger Politiker und Jurist